# Demonax perroti
Demonax perroti är en skalbaggsart som beskrevs av Maurice Pic 1950. Demonax perroti ingår i släktet Demonax och familjen långhorningar. Inga underarter finns listade i Catalogue of Life.